# Barnyards
Barnyards is een dorp in de Schotse lieutenancy in het raadsgebied Highland, ongeveer 2 kilometer ten oosten van Beauly.